# Acraea arabica
Acraea arabica är en fjärilsart som beskrevs av Hans Rebel 1899. Acraea arabica ingår i släktet Acraea och familjen praktfjärilar. Inga underarter finns listade i Catalogue of Life.